# باربرا مورغينسترن
باربرا مورغينسترن (بالألمانية: Barbara Morgenstern)‏ (و. 1971  م) هي موسيقية، ومغنية ألمانية، ولدت في هاغن، تستخدم آلات آلة مفاتيح.

## روابط خارجية
- باربرا مورغينسترن على موقع ميوزك برينز (الإنجليزية)
- باربرا مورغينسترن على موقع أول ميوزيك (الإنجليزية)
- باربرا مورغينسترن على موقع ديسكوغز (الإنجليزية)